# Кубок Швейцарії з футболу 1935—1936
Одинадцятий розіграш Кубка Швейцарії, що проводився з серпня 1935 по 13 квітня 1936 року. Переможцем вперше став клуб «Янг Фелловз Цюрих».

## 1/32 фіналу
| Команда 1              | Рахунок   | Команда 2               |
| ---------------------- | --------- | ----------------------- |
| 06.10.1935, 14:30      |           |                         |
| Аарау                  | 7:2       | Флер'є                  |
| Арбон                  | 3:1       | ВФР Базель              |
| Базель                 | 0:2       | Люцерн                  |
| Берн                   | 10:1      | Расінг Лозанна          |
| К'яссо                 | 4:0       | Цюрих                   |
| Грассгоппер            | 4:0       | Брюль Санкт-Галлен      |
| Гренхен                | 8:1       | Глорія Ле-Локль         |
| Ла Шо-де-Фон           | 12:0      | Біберіст                |
| Лозанна                | 1:2       | Янг Бойз                |
| Лангнау-ім-Емменталь   | 3:4 (д.ч) | Біршвельден             |
| Локарно                | 6:1       | Діана Цюрих             |
| Лугано                 | 4:0       | Ерлікон Цюрих           |
| Мадреш                 | 1:3       | Делемон                 |
| Монтро-Спортс          | [ 1 ]     | Б'єнн-Бужан             |
| Нідау                  | 3:4       | Конкордія Ювена Івердон |
| Нордштерн Базель       | 5:0       | Блю Старз Цюрих         |
| Ольтен                 | 0:1       | Уранія Женева Спорт     |
| Санкт-Галлен           | 8:0       | Алльшвіль               |
| Зеєбах                 | 4:2       | Конкордія Базель        |
| Серветт Женева         | 8:1       | Монте                   |
| Сьєр                   | 5:2       | Етуаль Каруж            |
| Сьйон                  | 1:0       | Золотурн                |
| Сильвія-Спорт Ла-Лохль | 2:5       | Поррентруй              |
| Спарта Шафгаузен       | 0:1       | Кройцлінген             |
| Тальвіль               | 1:4       | Баден                   |
| Веве                   | 7:0       | Дополоваро Женева       |
| Вікторія Берн          | 1:2       | Фрібур                  |
| Веденшвіль             | 0:2       | Беллінцона              |
| Вінтертур              | 2:0       | Альтштеттен Цюріх       |
| Віпкінген Цюрих        | 1:3       | Фортуна Санкт-Галлен    |
| Янг Фелловз Цюрих      | 5:1       | Ювентус Цюрих           |
| Кантональ Невшатель    | 0:0 (д.ч) | Біль-Б'єнн              |

### Перегравання
| Команда 1         | Рахунок | Команда 2           |
| ----------------- | ------- | ------------------- |
| 10.11.1935, 14:30 |         |                     |
| Біль-Б'єнн        | 3:0     | Кантональ Невшатель |
| Монтро-Спортс     | 5:1     | Б’єнн-Бужан         |

## 1/16 фіналу
| Команда 1               | Рахунок   | Команда 2            |
| ----------------------- | --------- | -------------------- |
| 17.11.1935, 14:30       |           |                      |
| Беллінцона              | [ 2 ]     | Санкт-Галлен         |
| Берн                    | 14:1      | Уранія Женева Спорт  |
| Біль-Б'єнн              | 6:1       | Поррентруй           |
| Біршвельден             | 2:7       | Локарно              |
| К'яссо                  | 5:1       | Фортуна Санкт-Галлен |
| Конкордія Ювена Івердон | 2:1       | Делемон              |
| Лугано                  | 1:0       | Грассгоппер          |
| Люцерн                  | 5:0       | Баден                |
| Монтро-Спортс           | 0:6       | Аарау                |
| Нордштерн Базель        | 2:3       | Янг Фелловз Цюрих    |
| Зеєбах                  | 1:3 (д.ч) | Кройцлінген          |
| Сьєр                    | 0:4       | Гренхен              |
| Веве                    | 4:1       | Фрібур               |
| Вінтертур               | 3:1       | Арбон                |
| Янг Бойз                | 8:1       | Сьйон                |
| 01.12.1935, 14:30       |           |                      |
| Серветт Женева          | 2:0       | Ла Шо-де-Фон         |

## 1/8 фіналу
| Команда 1               | Рахунок   | Команда 2         |
| ----------------------- | --------- | ----------------- |
| 01.12.1935, 14:30       |           |                   |
| К'яссо                  | 0:2       | Янг Фелловз Цюрих |
| Конкордія-Ювена Івердон | 1:3       | Аарау             |
| Ла Шо-де-Фон            | 1:2       | Берн              |
| Локарно                 | 1:0       | Вінтертур         |
| Лугано                  | 4:1       | Кройцлінген       |
| Санкт-Галлен            | 1:2 (д.ч) | Люцерн            |
| Гренхен                 | 0:0 (д.ч) | Янг Бойз          |
| 01.01.1936, 14:30       |           |                   |
| Веве                    | 2:8       | Серветт Женева    |

### Перегравання
| Команда 1         | Рахунок   | Команда 2  |
| ----------------- | --------- | ---------- |
| ?.12.1935, 14:30  |           |            |
| Янг Бойз          | 5:2       | Гренхен    |
| 19.01.1936, 14:30 |           |            |
| Біль-Б'єнн        | 2:2 (д.ч) | Берн       |
| 02.02.1936, 14:30 |           |            |
| Берн              | 1:1 (д.ч) | Біль-Б'єнн |
| 05.02.1936, 14:30 |           |            |
| Берн              | 1:0       | Біль-Б'єнн |

## Чвертьфінали
| Команда 1         | Рахунок | Команда 2         |
| ----------------- | ------- | ----------------- |
| 02.02.1936, 14:30 |         |                   |
| Лугано            | 1:5     | Янг Фелловз Цюрих |
| Серветт Женева    | 3:0     | Люцерн            |
| Янг Бойз          | 5:0     | Аарау             |
| 12.02.1936, 14:30 |         |                   |
| Берн              | 8:0     | Локарно           |

## Півфінали
| Команда 1         | Рахунок   | Команда 2 |
| ----------------- | --------- | --------- |
| 01.03.1936, 14:30 |           |           |
| Янг Фелловз Цюрих | 4:1       | Янг Бойз  |
| Серветт Женева    | 1:1 (д.ч) | Берн      |

| 1 березня |

| «Янг Фелловз Цюрих»                  | 4:1 | «Янг Бойз» |
| ------------------------------------ | --- | ---------- |
| 15' 87' Тегель 39'Дібольд 48' Чізері |     | 8' Ебі     |

| «Феррлібук», Цюрих Глядачів: 7000 Арбітр: Карл Вундерлін (Базель) |

- Янг Фелловз: Густав Шлегель, Еміль Купфер, Ганс Ніффелер, Макс Нольдін, Антоніо Чізері, Едуард Мюллер, Ойген Дібольд, Саккані, Алессандро Фріджеріо, Густав Тегель, Жозеф Боссі,
- Янг Бойз: Роже Дрогет, Ачілле Зігріст, Кукович, Лінігер, Фріц Кюнцль, Фесслер, Вільмош Шипош, Поль Ебі, Петрац, Фріц Леманн, Штегмаєр

| 1 березня |

| «Серветт» | 1:1 | «Берн»         |
| --------- | --- | -------------- |
| 83' Бушо  |     | 80' (аг.) Ріва |

| «Стад Олімпік де ла Понтез», Лозанна Глядачів: 6000 Арбітр: Вільям Бангертер (Ла Шо-де-Фон) |

- Серветт: Роже Фойц, Клеріко, Жозеф Ріва, Альбер Гіншар, Едмон Луашо, Ернст Лерчер, Колонго, Олдржих Нивельт, Роже Бушо, Ежен Валашек, Жорж Ебі.
- Берн: Ернст Тройберг, Отто Генні, Вілльям Баумгартнер, Френсіс Дефаго, Джеймс Таунлі, Отто Колер, Альфонс Вебер, Енгельберт Беш, Леопольд Кільгольц, Карло Пінтер, Сісто Каваллі

### Перегравання
| Команда 1         | Рахунок   | Команда 2      |
| ----------------- | --------- | -------------- |
| 25.03.1936, 14:30 |           |                |
| Берн              | 2:2 (д.ч) | Серветт Женева |

| 25 березня |

| «Берн»               | 2:2 | «Серветт»               |
| -------------------- | --- | ----------------------- |
| 4' Беш 49' Кільгольц |     | 63' Валашек 74' Колонго |

| «Нойфельд», Берн Глядачів: 2500 Арбітр: Ернест Маєр (Лозанна) |

- Берн: Ернст Тройберг, Отто Генні, Вілльям Баумгартнер, Френсіс Дефаго, Джеймс Таунлі, Отто Колер, Альфонс Вебер, Енгельберт Беш, Леопольд Кільгольц, Карло Пінтер, Лео-Пауль Біллетер
- Серветт: Роже Фойц, Клеріко, Жозеф Ріва, Альбер Гіншар, Едмон Луашо, Ернст Лерчер, Колонго, Олдржих Нивельт, Роже Бушо, Ежен Валашек, Жорж Ебі

## Фінал
Фінальний матч був зіграний 13 квітня 1936 на стадіоні Гардтурм у Цюриху.
| Команда 1         | Рахунок | Команда 2 |
| ----------------- | ------- | --------- |
| 13.04.1936, 15:30 |         |           |
| Янг Фелловз Цюрих | 2:0     | Серветт   |

| 13 квітня |

| «Янг Фелловз Цюрих»   | 2:0 | «Серветт» |
| --------------------- | --- | --------- |
| 1' Tögel 46' Frigerio |     |           |

| «Феррлібук», Цюрих Глядачів: 8000 Арбітр: Карл Вундерлін (Базель) |

- Янг Фелловз: Густав Шлегель, Еміль Купфер, Ганс Ніффелер, Макс Нольдін, Антоніо Чізері, Едуард Мюллер, Карл Ерсі, Алессандро Фріджеріо, Густав Тегель, Жозеф Боссі, тренер: Йожеф Вінклер.
- Серветт: Роже Фойц, Жозеф Ріва, Адріан Муше, Альбер Гіншар, Едмон Луашо (к), Ернст Лерчер, Макс Освальд, Олдржих Нивельт, Роже Бушо, Ежен Валашек, Жорж Ебі. Тренер: Лео Вейс